# Меджерда
Меджерда (Уэд-Меджерда; араб. وادي مجردة‎; древнее название Баграда) — река в Алжире и Тунисе.
Длина — около 460 км, что делает её длиннейшей рекой Туниса. Истоки реки находятся на северо-востоке Алжира (Тель-Атлас), затем Меджерда течёт в восточном и северо-восточном направлении, впадая в Тунисский залив Средиземного моря, образуя дельту.

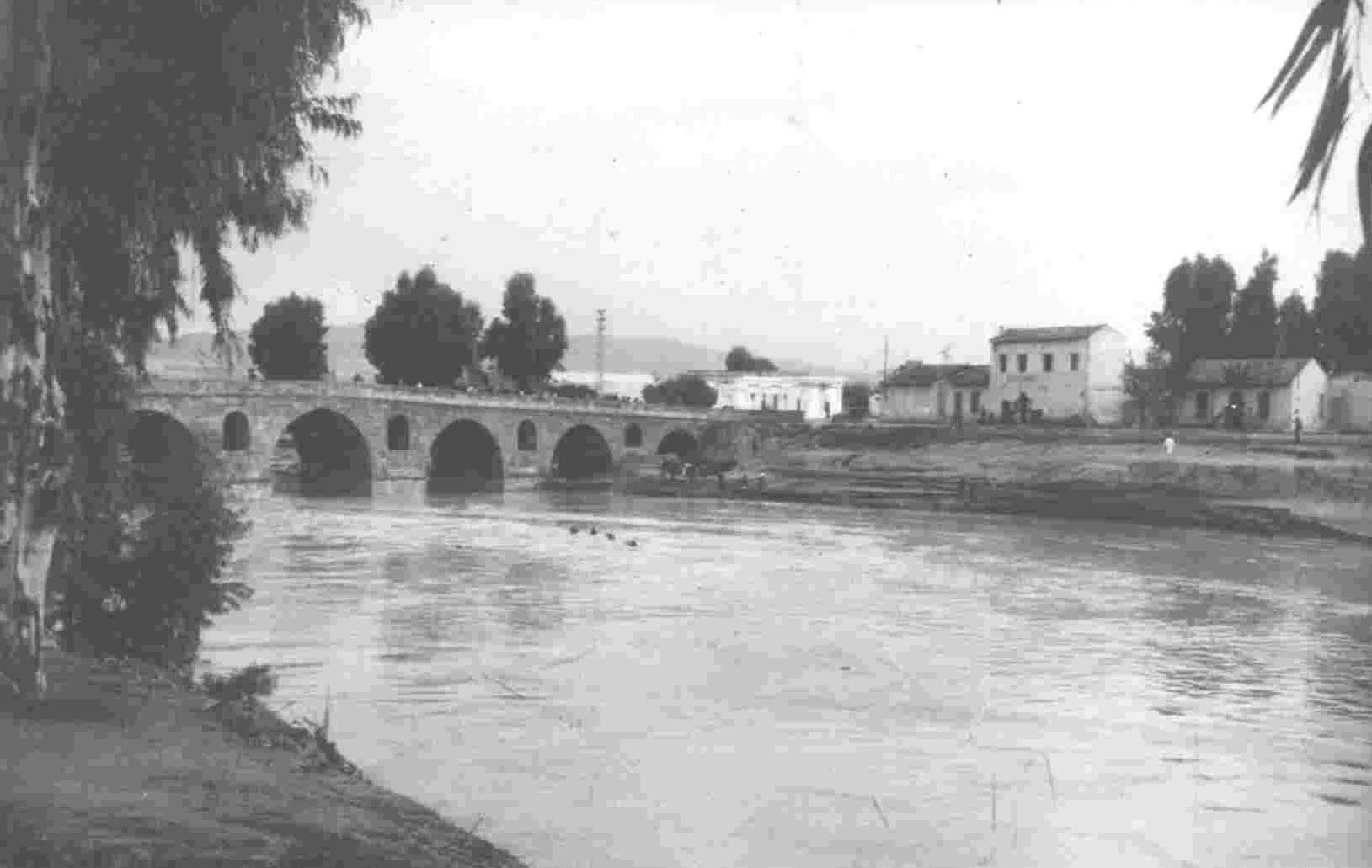
Меджерда возле Меджез-эль-Баба (1947).

Река протекает в пустынной местности, поэтому имеет большое значение для местных жителей. Воды реки широко используются для орошения в сельском хозяйстве. На реке построено несколько дамб, созданы водохранилища.
Недалеко от реки были построены такие важные города древности как Утика и Карфаген. Также сохранились руины строений многих народов (берберы, финикийцы, пуны, мавры, римляне, вандалы, греки, византийцы, арабы, османы). В долине реки найдены такие достопримечательности как арка Александра Севера, руины Форума и Капитолия, храм Сатурна, святилище Юноны, дома с мозаиками, а также театр на 3500 мест, врезанный в склон горы. Место двух известных сражений Древнего мира: 240 года до н. э. (Наёмническая война) и 49 года до н. э. (гражданская война между Цезарем и Помпеем).
Расход воды — от 3—4 м³/сек летом до 1500—2500 м³/сек (реже — до 13 тыс.) после зимних дождей. Это единственная река Туниса, не пересыхающая полностью во время летней засухи.